# 중남초등학교
중남초등학교는 대한민국 울산광역시 울주군 삼남읍 신화리에 있는 초등학교다.

## 학교 연혁
- 1925년 6월 10일 중남공립보통학교(4년제) 개교
- 1928년 5월 31일 6년제로 개편
- 1938년 4월 1일 중남공립심상소학교로 개칭
- 1941년 4월 1일 중남공립국민학교로 개칭
- 1981년 3월 1일 병설유치원 개원
- 1994년 3월 4일 교내 방송국 개국
- 1995년 3월 1일 특수학급 개설(1)
- 1995년 3월 6일 학교자체 급식 실시
- 1996년 3월 1일 중남초등학교로 명칭 변경
- 2016년 2월 19일 제87회 졸업(총 8,201명)
- 2017년 3월 1일 제36대 김종훈 교장 부임
- 2017년 3월 1일 14학급 편성(특수1학급 포함)
- 2017년 2월 10일 제88회 졸업(총 8,256명)
- 2018년 2월 13일 제89회 졸업(총 8,300명)
- 2018년 3월 1일 15학급 편성(특수1학급 포함)

## 참고 자료
- 중남초등학교 - 한국교육학술정보원 학교알리미